# Personal Handyphone System
Das Personal Handyphone System (PHS) ist ein Mobilfunksystem im Bereich 1880 MHz – 1930 MHz. In China ist es als Xiǎolíngtōng (小灵通) bekannt.
Es wird vor allem dort und in Japan, aber zum Beispiel auch in Taiwan, Thailand und Vietnam verwendet. Es arbeitet mit sehr kleinen Zellen und basiert vom Konzept her auf einem Wireless Local Loop, ähnlich Schnurlostelefonsystemen.
Für Benutzer unterscheidet sich PHS kaum von gewöhnlichen Mobiltelefonen. Im Gegensatz zu GSM-Netzwerken ist das System jedoch auf das bestehende Festnetztelefonie-Netzwerk "aufgepropft", es ist eine drahtlose Erweiterung des Festnetzes.
China Telecom und China Netcom haben keine Lizenz für den Betrieb von Mobiltelefonie in China, doch beide Unternehmen betreiben PHS-Netze, da diese nicht unter die Lizenzbestimmung fallen. Für ihre Xiaolingtong-Anschlüsse werden lokale Festnetznummern vergeben. Die Beliebtheit des PHS in China ist auch darauf zurückzuführen, dass keine Passivgebühren zu entrichten sind und dass die Geräte in China selbst billig hergestellt werden. Die Reichweite ist auf ein lokales Netzwerk, zum Beispiel eine Stadt, beschränkt. Bis Ende 2005 hatte China Netcom über 80 Millionen Abonnenten.
Die Geräte sind sehr klein und haben eine Übertragungsstärke von höchstens 500 mW und eine Reichweite von einigen Dutzend bis höchstens einigen Hundert Metern, im Gegensatz zur Reichweite von GSM-Mobiltelefonen, die mehrere Kilometer beträgt. Daher sind rasche Ortswechsel mit PHS-Telefonen (zum Beispiel in Fahrzeugen) nicht möglich und sie funktionieren außerhalb städtischer Ballungsräume in der Regel nicht.
Der japanische Netzbetreiber NTT DoCoMo hat Anfang 2008 sein PHS-Mobilfunknetz abgeschaltet. Bereits seit Mai 2005 hatte der Anbieter keine neuen PHS-Kunden mehr in sein Netz aufgenommen. Der einzige verbleibende PHS-Provider in Japan ist Willcom (heute Y!mobile), welcher nach eigenen Angaben 99 % der Bevölkerung Japans erreicht.